# 皇姑冢遗址
皇姑冢遗址，位于山东省聊城市阳谷县十五里园镇叶街村东皇姑冢自然村，被认为是中国传说时代君主蚩尤的墓葬，亦是山东省境内数个蚩尤墓之一。
皇姑冢遗址是一处高约4.5米，占地面积约8500平方米的大土丘，上面覆盖草木。原称“皇古冢”，后演变为“皇姑冢”。当地传说为李世民義女的墓葬。
1973年，山东省开展文物普查，在皇姑冢下发掘出大量的龙山文化文物。1990年代，在皇姑冢周围发现一座龙山文化古城址。1992年6月12日，皇姑冢遗址被列入山东省文物保护单位，分类为古遗址。
《皇覽》提及“蚩尤冢在東平郡寿张县闞鄕城中”，龙山文化古城址被认为是阚乡城，而皇姑冢即是蚩尤冢。《皇覽》所记，《史记集解》、《水经》等一系列古文献，称“蚩尤冢在東平郡寿张县闞鄕城中，高七丈，民常十月祀之，有赤氣出如匹絳帛，民名爲蚩尤旗。肩髀冢在山陽鉅野縣重聚，大小與闞冢等。傳言黃帝與蚩尤戰於涿鹿之野，黃帝殺之，身體異處，故別葬之”。
皇姑冢遗址前立有原贵州省省长王朝文题写的“蚩尤冢”石碑。今有汶上县蚩尤墓、巨野县蚩尤墓同为山东省文物保护单位。